# Jacques Delalande
Cet article possède un paronyme, voir Saint-Jacques-de-la-Lande.
Jacques Delalande, né le 9 juillet 1908 au Mans et mort le 7 octobre 1997 à Laval, est un homme politique français.

## Biographie
Après des études secondaires au collège Saint-Louis du Mans, il suit les cours de droit des facultés de droit d'Angers, Rennes et Paris. Il obtient une licence en droit, un diplôme d'études supérieures, et un diplôme de droit administratif et financier. Avocat à Laval en 1932, il devient juge de paix suppléant en 1940, puis bâtonnier, de 1949 à 1963.
Il est conseiller municipal de Laval de 1945 à 1971. Il se présente en deuxième position aux élections législatives du 10 novembre 1946 par le PRL, mais seul Jean-Marie Bouvier O'Cottereau est élu. Il échoue sous la même étiquette aux élections du 8 décembre 1946 au Conseil de la République. Candidat à nouveau en 1948, il est élu comme tête de la liste du RPF. 
Il est le président de la fédération départementale des sociétés de pêche et de pisciculture de la Mayenne à partir de 1952, de l'Union automobile de l'Ouest. Aux élections sénatoriales de 1955, il est à la tête d'une liste d' Union pour la sauvegarde des intérêts communaux, départementaux et nationaux, et rejoint alors le groupe des Républicains indépendants. En 1957, il contribue à fonder le Centre Départemental des Indépendants et Paysans de la Mayenne.
Réélu en 1959, il retrouve le groupe des Républicains indépendants dont il est le vice-président de 1959 à 1965. Bâtonnier du barreau de Laval de 1961 à 1963, il est nommé juge titulaire à la Haute Cour de justice en 1962.
En 1965, Jacques Delalande et Francis Le Basser sont défaits dès le premier tour des élections sénatoriales par des candidats du Centre démocratique, Lucien de Montigny et Raoul Vadepied.

## Détail des fonctions et des mandats
Mandats parlementaires
- 7 novembre 1948 - 26 avril 1959 : Sénateur de la Mayenne
- 26 avril 1959 - 1er octobre 1965 : Sénateur de la Mayenne